# Dichaea sarapiquinsis
Dichaea sarapiquinsis är en orkidéart som beskrevs av James P. Folsom. Dichaea sarapiquinsis ingår i släktet Dichaea och familjen orkidéer.
Artens utbredningsområde är Costa Rica. Inga underarter finns listade i Catalogue of Life.